# Crypsedra
Crypsedra is een geslacht van nachtvlinders uit de familie Noctuidae. Het geslacht bevat slechts één soort.
- Crypsedra gemmea (bruine granietuil) Treitschke, 1825